# The Devil In Me
「The Devil In Me」（ザ・デビル・イン・ミー）は、日本のロックバンドDIR EN GREYのメジャー34枚目のシングル。2024年4月24日にリリース。

## 概要
新曲としてのシングルは32ndシングル『朧』から約2年ぶり。33rdシングル『19990120』に続き、スパンを空けずに新曲リリースという計画が予めあり、まだ曲そのものが存在していない中、2024年1月31日にタイトルと発売日のみが先行告知された。そこからの制作期間は今までよりもタイトだったとメンバーは語っている。
カップリングでは『19990120』から引き続き25年前にリリースされたシングル2曲「Cage」「予感」を再録。
全曲のミキシングを担当したのは前作に引き続きトム・ロード＝アルジ、マスタリングは同じくブライアン・ガードナーが担当している。
ジャケットアートワークにはメンバー5人とともに表題曲の英訳詞が羅列されている。

## 収録曲

### Disk 1
1. The Devil In Me
ダウナーなミディアムテンポでかつ、冒頭から最後まで起伏の乏しい曲調の中で、如何にして速い曲に匹敵するような突き抜け感を追求出来るかを試みたと京は語っている[3]。一方でDieは派手な曲展開やメロディを前面に出すことはせず、冒頭からずっと同じテンションのまま曲を完結させる感じが、自分たちの中では挑戦だったと語っている。[4]
サビやアウトロの箇所ではメインのシャウトに加え、ファルセットなど様々な声音が重なり合っている。
2. Cage
原曲には当時ロサンゼルスにて創られた素材がふんだんに使われており、それをそのまま流用する訳にはいかず、それに近いものを改めて0から創り直す手間が生じたとのこと[3]。それもあってか、オルゴールであったイントロはエフェクトのかかったエレキで弾かれている。
歌詞に若干の変更が加わっている。今回の原曲を踏襲したものとは別に、大幅なリアレンジが加わったヴァージョンも存在していたが、25年前と同タイトルが付くライブツアー『TOUR24 PSYCHONNECT』の趣旨とは合わないということでお蔵入りとなった。
3. 予感
原曲では終盤にあった語りの台詞が、こちらでは省かれている。

### Disk 2

#### 初回生産限定盤
MY BLOODY VAMPIRE 2024.01.17 CLUB CITTA' -「a knot」only- 
1. G.D.S.
2. OBSCURE
3. 盲愛に処す
4. 脈

- BEHIND THE SCENES OF The Devil In Me

#### 完全生産限定盤【Blu-ray or DVD】
MY BLOODY VAMPIRE 2024.01.17 CLUB CITTA' -「a knot」only- 
1. G.D.S.
2. OBSCURE
3. ZOMBOID
4. Mr.NEWSMAN
5. 盲愛に処す
6. 腐海
7. 鴉
8. 脈
9. HADES
10. 秒「」深
11. 残

- BEHIND THE SCENES OF The Devil In Me